# Independence Monument
L'Independence Monument est une formation rocheuse américaine située dans le comté de Mesa, au Colorado. Culminant à 1 749 mètres d'altitude, elle est protégée au sein du Colorado National Monument.